# Nika Fleiss
Nika Fleiss, hrvaška alpska smučarka, * 14. december 1984, Brežice

## Športna kariera
S smučanjem je začela pri treh letih. Tekmovala je na otroških dirkah (Topolino Award, Italija), dvakrat osvojila Pokal Loka (Slovenija) v slalomu in nagrado Pinochio (Italija) v slalomu in veleslalomu. Večkrat se je poškodovala. Prvič je nastopila na Svetovnem smučarskem pokalu 27. oktobra 2002 v Söldnu. Za Hrvaško je nastopila na zimskih olimpijskih igrah 2002 v Salt Lake Cityu, Utah, ZDA, kjer je osvojila 12. mesto, in na Zimskih olimpijskih igrah leta 2006 v Torinu. Na Svetovnem prvenstvu v St. Moritzu v Švici 2003 je osvojila 8. mesto v slalomu, na Svetovnem prvenstvu v Santa Caterini je leta 2005 dosegla 10. mesto. Njen najboljši rezultat je 6. mesto v Lenzerheideju v Švici leta 2005. Istega leta je na Hrvaškem smučišču Sljeme zasedla 8. mesto in na svetovnem prvenstvu v Santa Caterini (Italija) deseto mesto. Leta 2005 je bila v Samoboru razglašena za športnico leta. Zaradi poškodb in zdravstvenih težav je izpustila sezono 2006/2007. Aprila 2010 so jo zaradi slabih rezultatov v zadnjih sezonah izključili iz A ekipe, po tej odločitvi se je umaknila iz smučanja. 
Decembra 2009 se je v Samoboru poročila z nekdanjim francoskim smučarjem Michelom Lucatellijem.

## Nadaljnja kariera
Po zaključeni karieri profesionalne smučarke se je zaposlila kot vodja komunikacij v Hrvaški smučarski zvezi. Ustanovila je svojo agencijo za odnose z javnostjo, kjer komunicira s sponzorji, organizira športne dogodke in skrbi za športnike. Za ime PR kliNika se je odločila, ker asociira na pomoč in na njeno ime. Delala je tudi kot zunanja novinarka in športna komentatorka na hrvaški televiziji.